# Cá nhiều vây sông Nin
Cá nhiều vây sông Nin (danh pháp hai phần: Polypterus bichir) là một loài cá nhiều vây. Loài này sinh sống ở sông Nin.

## Hình ảnh

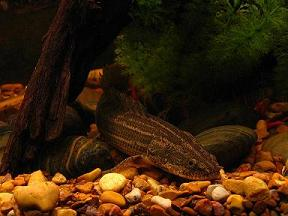
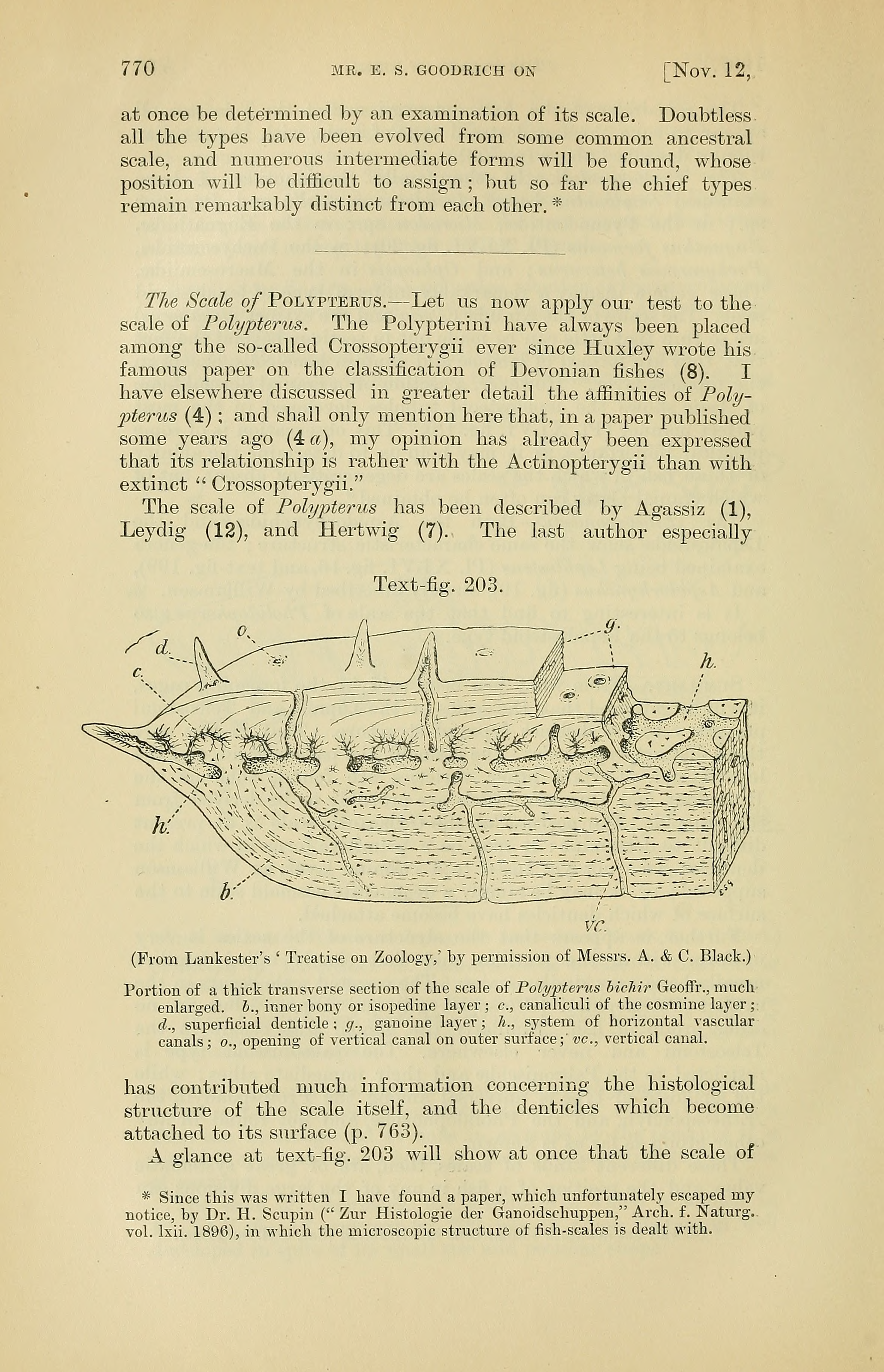
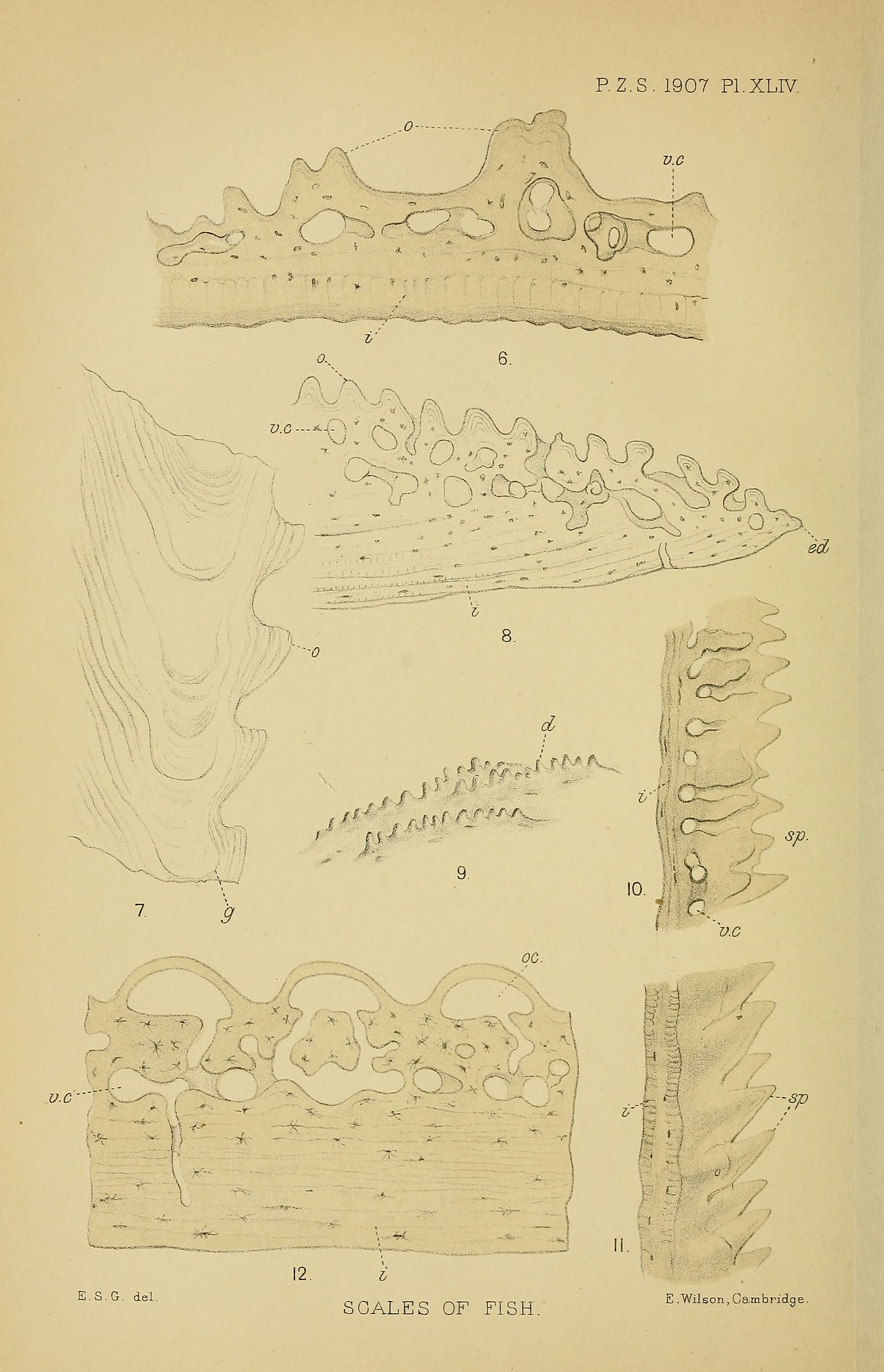